# Chó lội nước Spaniel Hoa Kỳ
Chó lội nước Spaniel Hoa Kỳ (tiếng Anh: The American Water Spaniel, thường viết tắt là AWS), là một giống chó thuộc loại chó Spaniel có nguồn gốc từ Hoa Kỳ. Được phát triển ở bang Wisconsin trong thế kỷ 19 từ một số giống chó khác, bao gồm giống chó Spaniel của Ireland và Anh. Giống chó này được Tiến sĩ Fred J. Pfeifer thiết lập câu lạc bộ giống và tiêu chuẩn và nhờ nỗ lực của họ đã dẫn đến sự công nhận cho giống chó này bởi Câu lạc bộ Chăm sóc Chó Cũ, và sau đó trở thành Câu lạc bộ Chăm sóc Chó Hoa Kỳ. Trong khi giống chó này là giống chó đại diện bang của Wisconsin, chúng vẫn là một giống hiếm.

## Tính cách
Về phương diện này, AWS ít cởi mở hơn so với Chó Springer Spaniel Anh, nhưng nó có khả năng phục hồi như các giống chó khác như Chó Labrador hay Chó tha mồi Vàng. Giống chó này tỏ ra linh hoạt bất kể loại địa hình và với môi trường nước, tuy giống này tuy không phải là giống chó bơi nhanh nhất nhưng lại có độ bền cao. Chó lội nước Spaniel Hoa Kỳ cũng rất khá về độ nhanh nhẹn và trong trò chơi bắt bóng, là giống chó đầu tiên nhận được danh hiệu vô địch bắt bóng vào năm 1993.
Các thành viên của giống chó này được thường là tâm điểm của sự chú ý và có thể khá lớn tiếng vào các thời điểmkhác nahu. Chúng đóng vai trò là chó thuộc gia đình và thường sẽ liên kết với một cá nhân cụ thể. Trong nhiều năm, giống chó này được giới hạn, nơi chúng được chỉ phép sống trong một đàn. Kể từ thời điểm này, các nhà lai tạo đã làm việc để lai tạo ra những con chó nóng tính thích hợp cho cả các chuyến đi săn bắn và cuộc sống gia đình.

### Sách chủ giải
- Spiotta-DiMare, Loren (1999). The Sporting Spaniel Handbook. Hauppauge, N.Y.: Barron's. ISBN 978-0-7641-0884-6.